# The Whole Ten Yards
The Whole Ten Yards is het vervolg op The Whole Nine Yards met in de hoofdrollen Bruce Willis en Matthew Perry.

## Verhaal
De film gaat over Nicholas 'Oz' Oseransky, die Jimmy 'The Tulip' Tudeski in de vorige film hielp te ontsnappen aan gevaarlijke criminelen. Nu Oseransky's vrouw is ontvoerd door de Gogolack familie, weet Oz zich geen raad en gaat Jimmy om hulp vragen. Deze is hier niet zo blij mee, maar mede dankzij zijn vrouw Jill gaat hij toch overstag en helpt Oz.

## Rolverdeling
| Acteur             | Rol                       |
| ------------------ | ------------------------- |
| Bruce Willis       | Jimmy 'The Tulip' Tudeski |
| Matthew Perry      | Nicholas 'Oz' Oseransky   |
| Amanda Peet        | Jill                      |
| Kevin Pollak       | Lazlo                     |
| Natasha Henstridge | Cynthia Tudeski           |